# Греміо Новурізонтіно
«Греміо Новурізонтіно» (порт. Grêmio Novorizontino), зазвичай відомий як «Новурізонтіно» — бразильський футбольний клуб, який базується в муніципалітеті Нову-Оризонті. Заснований 1 березня 2010 року.